# Metatiuiamunita
La metatiuiamunita o metatyuyamunita és un mineral de la classe dels òxids que pertany al grup de la carnotita.

## Característiques
La metatiuiamunita és un òxid de fórmula química Ca(UO₂)₂(VO₄)₂·3H₂O. Es tracta d'una espècie aprovada per l'Associació Mineralògica Internacional, i publicada per primera vegada el 1953 per Alice Mary Dowse Weeks, Mary E. Thompson i Raymond B. Thompson. Cristal·litza en el sistema ortoròmbic. La seva duresa a l'escala de Mohs és 2. Visualment no es pot distingir de la tiuiamunita o d'altres vanadats d'uranil similars. Pot deshidratar-se espontàniament a tiuiamunita.
Segons la classificació de Nickel-Strunz, la metatiuiamunita pertany a «04.HB - V[5+, 6+] Vanadats: uranil Sorovanadats» juntament amb els següents minerals: carnotita, margaritasita, sengierita, curienita, francevillita, fritzscheïta, metavanuralita, vanuralita, tiuiamunita, strelkinita, uvanita i rauvita.

## Formació i jaciments
Va ser descrita a partir de mostres recollides a quatre indrets dels Estats Units, un d'ells a l'estat d'Arizona: la mina Mesa Núm. 1, al districte miner de Lukachukai, i els altres tres a l'estat de Nou Mèxic: la mina Haystack, al comtat de McKinley; el districte miner de Laguna; i el districte de Shiprock, al comtat de San Juan. També ha estat descrita en altres indrets dels Estats Units, així com en diversos jaciments de tots els continents del planeta a excepció d'Oceania i l'Antàrtida.